# زودیاک چینی
زودیاک چینی یا شمشیر خدایان ۳ (به چینی: 十二生肖) یک فیلم کمدی اکشن و ماجراجویانه چینی با بازیگری، نویسندگی، کارگردانی و تهیه‌کنندگی جکی چان محصول سال ۲۰۱۲ است. این فیلم سومین قسمت از  مجموعه فیلم‌های شمشیر خدایان و دنباله‌ای بر فیلم شمشیر خدایان ۲: عملیات کاندور (۱۹۹۱) محسوب می‌شود. 
خلاصه داستان دربارهٔ شکارچی گنج، جی‌سی (چان) و تیمش است که برای یافتن مجموعه‌ای از سرهای برنزی زودیاک چینی که در قرن نوزدهم از یک قصر در پکن به سرقت رفته بودند، به جستجوی جهانی می‌پردازند. این فیلم که در دسامبر ۲۰۱۲ اکران شد، با نقدهای متفاوت منتقدان به فروش بیش از ۱۴۵ میلیون دلار در باکس آفیس چین و ۱۷۱ میلیون دلار در سراسر جهان رسید. این فیلم برنده بهترین مبارزه رزمی، اکشن، بدل‌کاری برای چان در سی و دومین جوایز فیلم هنگ کنگ شد. چان همچنین با این فیلم برای «بیشترین بدلکاری‌های انجام شده توسط یک بازیگر زنده» و «بیشترین اعتبار در یک فیلم» دو رکورد جهانی گینس به دست آورد.

## داستان
جکی چان در نقش یک جستجوگر گنج بازی می‌کند که در تلاش است مجسمه سر ۱۲ حیوان زودیاک چینی را که در جریان جنگ تریاک توسط نیروهای فرانسوی و انگلیسی ربوده شده است، بازگرداند.

## ساخت
فیلمبرداری در ۵ ژوئن ۲۰۱۱ آغاز شد. فیلمبرداری در فرانسه، چین، تایوان و وانواتو انجام شد. جکی چان بیشتر بدلکاری‌ها و صحنه‌های مبارزه را خودش با حمایت اندک تیم بدلکاری انجام داد.

## گیشه
در رقابت با فیلم‌های خارج از کشور این فیلم، ۱۱٫۷ میلیون دلار هنگ کنگ (۱٫۵ میلیون دلار آمریکا) فروخت، و همچنین تبدیل به فیلم چینی برتر در گیشه تایوان شد. این فیلم دومین فیلم در سرزمین اصلی چین (بعد از فیلم گمشده در تایلند) شد، که در گیشه بیش از ۱۴۵ میلیون دلار فروخت و به یکی از پرفروش‌ترین فیلم‌های داخلی سینمای همان سال چین تبدیل شد.